# Al-Ettifaq
Al-Ettifaq SC is een omnisportvereniging uit Dammam in Saoedi-Arabië waarvan de voetbalclub het bekendst is.

## Geschiedenis
De club werd in 1944 opgericht als fusie tussen drie clubs uit Dammam en werd tweemaal landskampioen. Ook won de club tweemaal de Arabische Champions League en driemaal de GCC Champions League.

## Erelijst
- Saudi Premier League: 1983, 1987
- King's Cup: 1968, 1985
- Crown Prince Cup: 1965
- Saudi Federation Cup: 1991, 2003, 2004
- Arabische Champions League: 1984, 1988
- GCC Champions League: 1983, 1988, 2006

## Bekende (oud-)spelers en -trainers

### Spelers
- Moussa Dembélé
- Demarai Gray
- Jordan Henderson
- Jack Hendry
- Robin Quaison
- Marcel Tisserand
- Georginio Wijnaldum
- Amin Younes

### Trainers
- Steven Gerrard
- Eelco Schattorie